# Lino Lakes
Lino Lakes is een plaats (city) in de Amerikaanse staat Minnesota, en valt bestuurlijk gezien onder Anoka County.

## Demografie
Bij de volkstelling in 2000 werd het aantal inwoners vastgesteld op 16.791.
In 2006 is het aantal inwoners door het United States Census Bureau geschat op 19.879, een stijging van 3088 (18.4%).

## Geografie
Volgens het United States Census Bureau beslaat de plaats een oppervlakte van
86,0 km², waarvan 73,1 km² land en 12,9 km² water.

## Plaatsen in de nabije omgeving
De onderstaande figuur toont nabijgelegen plaatsen in een straal van 12 km rond Lino Lakes.